# Vatrogasci
Vatrogasci so hrvaška glasbena skupina, ustanovljena leta 1991 v Zagrebu. Skupina je znana predvsem po šaljivih priredbah in parodijah poznanih glasbenih uspešnic, pretvorjenih v narodno glasbo.

## Diskografija

### Studijski albumi
- Vatrogasna zabava vol. 1 (1992)
- Vatrogasna zabava vol. 2 (1993)
- Vatrogasna zabava vol. 3 (1994)
- Vatrogasna zabava vol. 4 (1995)
- Priče iz radione (1998)
- Med i mlijeko (1999)
- Sreća u nesreći (2001)
- Kitice i revreni (2002)
- Trava i užas (2003)
- Poruke u boci (2004)
- Vlahovin svjedok (2005)
- Homo erectus (2009)
- Dvodojak (2014)

### Kompilacije
- The Best of (1996)